# László Csizsik-Csatáry
László Csizsik-Csatáry (4 de março de 1915 — 10 de agosto de 2013) foi um criminoso nazista que durante o início da década de 2010 foi o mais procurado do mundo, acusado de cumplicidade na morte de 15.700 judeus do gueto de Kosice, na Eslováquia, deportados para o campo de concentração de Auschwitz, durante a Segunda Guerra Mundial.

## Biografia
Nascido em 4 de março de 1915 em Many, a oeste da capital Budapeste, Csatáry serviu desde o início da guerra como oficial da Polícia Real da Hungria. Em 1942 ele foi transferido para a atual Kosice, que pertencia à Hungria. Entre maio e junho de 1944, como chefe da polícia do gueto, "participou ativamente" da deportação dos judeus.
Conforme o Centro Simon Wiesenthal (CSW), Csatáry tratou cruelmente os judeus do gueto. Espancava judeus com as mãos e chicote e obrigava as pessoas a cavarem trincheiras com as próprias mãos. Também rejeitou os pedidos para abrir janelas nos vagões de trem que transportavam quase 80 pessoas para as câmaras de gás. Csatáry sempre negou as acusações.
Condenado à morte à revelia, em 1948, em Kosice, Csatáry se refugiou no Canadá - em Montreal e Toronto. Lá, utilizou uma identidade falsa e viveu do mercado da arte. Chegou a obter a cidadania canadense, em 1955, usando um passaporte iugoslavo. Em 1995, sua verdadeira identidade foi descoberta pelas autoridades canadenses, mas ele já havia fugido para a Hungria. Por 17 anos, viveu tranquilamente em Budapeste, mesmo com sua identidade revelada e das informações transmitidas à justiça pelo CSW. Durante anos, foi o criminoso de guerra nazista mais procurado no mundo pelo CSW.
Em 15 de julho de 2012 o jornal britânico The Sun anunciou que Csatáry foi reconhecido em Budapeste. Acusado pela deportação de 12.000 judeus, sua punição foi comutada para prisão perpétua em 28 de março de 2013. Csatary estava em residência vigiada em Budapeste, à espera de um julgamento por crimes contra a humanidade quando morreu, em 10 de agosto de 2013 em Budapeste, aos 98 anos. Ele seria julgado no dia 26 de setembro. A causa da morte foi pneumonia.